# 마쓰이와촌
마쓰이와촌(松岩村)은 1953년까지 미야기현 모토요시군에 있던 촌이다. 현재의 게센누마시에 해당한다.

## 역사
- 1889년 4월 1일 - 정촌제 시행과 함께 마쓰이와촌과 아카이와촌이 합병해 마쓰이와촌이 성립하였다.
- 1953년 6월 1일 - 게센누마정, 시시오리정과 합병해, 게센누마시가 되었다.